# Паломническая церковь Аннаберг

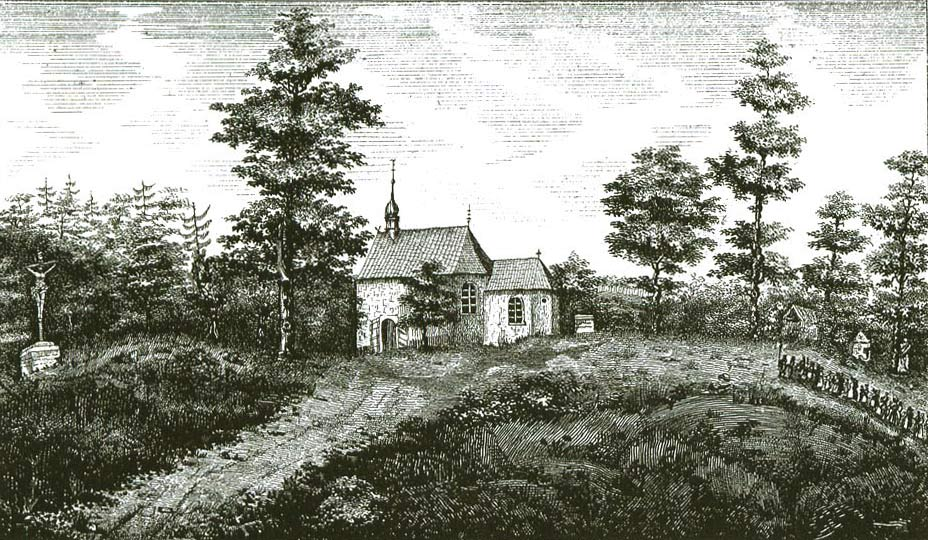
Вид паломнической часовни Аннаберг в 1835 году

Паломническая церковь Аннаберг (нем. Wallfahrtskirche Annaberg) расположена в 1 км к западу от города Хальтерн-ам-Зе в Северном Рейне — Вестфалии и является местом массового христианского паломничества к чудотворному образу святой праведной Анны (Anna selbdritt).

## Гора святой Анны
Это часть южного отрога низкогорной системы Высокого Марка, круто обрывающегося к реке Липпе.
Как показывают археологические исследования, гора Аннаберг использовалась людьми ещё в новокаменном веке, примерно за 2000 лет до нашего летоисчисления (Рёссенская культура) и в поздний бронзовый век.
Римляне, расширяя свои владения в период между 11 веком до н. э. и 16 годом нашего времени пытались использовать гору как опорный пункт своей экспансии в долине Липпе и в целом на правобережье Нижнего Рейна, но под напором германских племён были вынуждены покинуть территорию.

## Почитание святой Анны

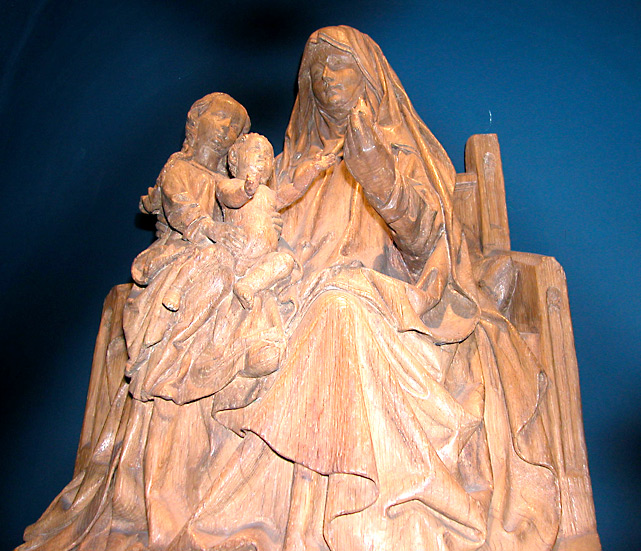
Чудотворный образ «Анна selbdritt» в старой часовне Аннаберг

Почитание святой Анны распространяется в районе современного Хальтерна во второй половине XV века. В те годы святая Анна становится как бы «модной» святой в Германии. В 1510 году впервые епископ Мюнстера Эрих I официально основывает праздник святой Анны в епархии Мюнстера, а в 1584 году этот праздник становится всеобщим в западном христианском мире. Его вводит папа Григорий XIII, более известный как реформатор календаря (он ввёл григорианский календарь).

## История
Впервые Аннаберг упоминается в документе 1378 года. Тогда гора называлась Кёнигсберг, или Коммберг. Здесь была построена часовня, освящённая в честь Богородицы. Второе упоминание относится к 1556 году. Тогда началось паломничество и на горе был обустроен колодец для паломников, приходивших поклониться и помолиться образу святой матери Анны в придорожной часовне Коммеберга. В документе, датированным 1662 годом, указывается, что на гору Танненсберг приходили омыться и испить святой воды из колодца святой Анны. Постепенно название Танненберг сменилось на Анненберг, а потом и Аннаберг.
До сих пор стоящая часовня с чудотворным образом Анны selbdritt была построена в 1674 году.

## Орден иезуитов на Аннаберг
В период контрреформации и правления князя-епископа Эрнста Баварского (1585—1612) в католическую епархию Мюнстер прибыли первые иезуиты. При епископе Христофе Галленском они появились на Аннаберг. В 1689 году первым священником-изуитом здесь стал Ноттебом. В 1697 году управление Аннаберг полностью переходит к иезуитам.
Это благотворно сказалось на росте количества паломников. В 1701 году в часовне было проведено 19 тысяч причастий. В 1714 году потребность в иезуитах-священниках привела к тому, что большая их часть, проживавших в мюнстерской епархии была переведена в Аннаберг. К 1730 году ежедневно от 10 до 12 священников исповедовали паломников с трёч часов утра и до обеда, а потом с 4-ч часов и до ночи.
После 1788 года деятельность ордена иезуитов в Хальтерне пошла на спад и практически прекратилась. Священнические функции были переданы епархиальным священникам и в 1790 году в Хальтерне скончался последний представитель ордена.

## Паломничество
Первое большое паломничество состоялось в 1620 году. Тогда прибыла группа из города Бохольт. Наибольшего расцвета паломничество достигло при иезуитах. В 1730 году священник Шмитц прислал из Реклингхаузена частицу мощей святой Анны. В настоящее время её местонахождение неизвестно.
27 августа 1854 года состоялись юбилейные празднования в честь 200-летия часовни. На праздник прибыло 75 тысяч паломников. За неделю на горе святой Анны побывало 32 процессии общей численностью 18 800 верующих.
В годы существования Третьего рейха на гору продолжали стекаться массы паломников и тем самым утверждать свою веру. Например, 7 июля 1935 года здесь перед огромным количеством паломников выступил епископ Мюнстера Клеменс фон Гален, протестовавший против нацистских идей и ныне причтённый католической церковью к лику блаженных.

## Старая часовня

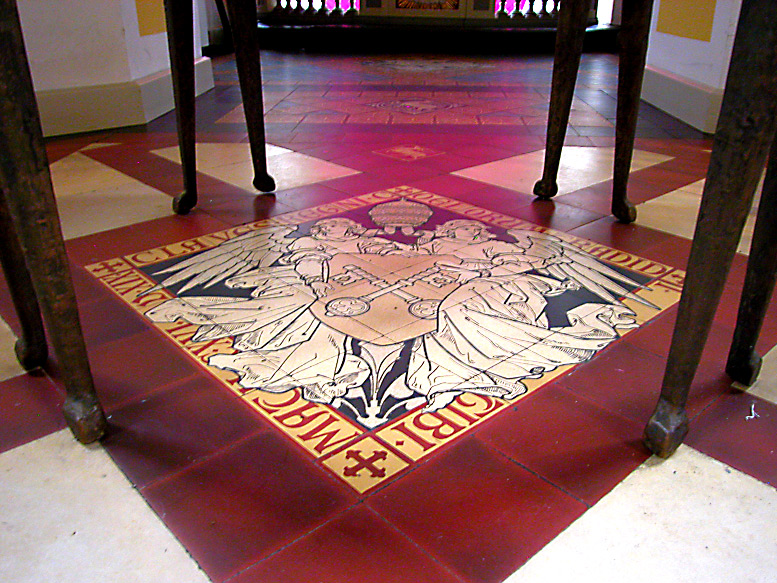
Изображение на полу старой часовни

Состоит из двух частей: малой алтарной и большой для паломников. До сих пор точно не определено, какая из них была построена раньше, но считается, что большая часть была сооружена в 1674 году, а малая алтарная в 1691 году. Вторая дата основана на информации, оставшейся на небольшом овальном окне часовни.
Алтарная часть выполнена в стиле барокко в годы служения иезуитов. Между ней и главной частью часовни расположен переход.
В правой (южной) части главного помещения в нише находится чудотворный образ «Анна втроём». Он выполнен из дерева неизвестным голландским скульптором во второй половине XV века. На левой стороне помещения находится вторая ниша с Пьетой, выполненной также из древесины. Раньше образ находился в соборной церкви Хальтерна, но в период с 1870 по 1875 год переходит в частную собственность. И только в 1981 году возвращается в виде дара для церкви.
Кроме того, на правой стене размещены три готических рельефа, на которых изображены сцены Благовещения, посещения святой Марией своей родственницы Елизаветы и Рождества Христова. Раньше рельефов было четыре. Во время реконструкции церкви св. папы Сикста, рельефы были перенесены в Аннаберг, но один из них был украден и числится пропавшим.
Над входом в часовню установлен орган, смонтированный в 1929 году.

## Новая паломническая церковь
К 1960 году стало ясно, что старая часовня не в состоянии вместить всех желающих молиться святой Анне. К этому времени значительно возросла группа туристов, посещающих природный парк Большой Марк. Кроме того, после Второй мировой войны в часовню Аннаберг перебралась большая группа верующих из бывшей немецкой Верхней Силезии, где у них была своя гора святой Анны. Наконец, верующие женщины численностью до 1000 человек, принялись настаивать на строительстве новой, более вместительной церкви.
В конце 1965 года на конкурсе проектов победила концепция местного хальтернского архитектора Крута и 13 августа 1967 года был торжественно заложен камень в основании новой паломнической церкви. Она начала строиться, вплотную примыкая к старой часовне, имея внутренний переход.
30 марта 1970 года в новой церкви была проведена первая служба.
Церковные стены изготовлены из бетонных блоков, а крыша из дерева, покрытого оцинкованным титановым сплавом. Огромные окна подчёркивают масштабное пространство. Пол выложен природным кварцитом.
Ежегодно до 250 паломнических групп посещает церковные службы в новой церкви. Они приезжают сюда со всех концов мюнстерской епархии. По выходным дням к ним добавляется значительное количество самостоятельных паломников из региона Рур. К примеру, в 1981 году церковные службы на горе Аннаберг посетило 150 тысяч паломников.

## Крестный путь на горе св. Анны
Впервые о крестном пути на горе св. Анны документально упоминается в 1762 году, но где располагался маршрут крестного пути, история умалчивает.
Второй раз крестный путь был проложен в 1873—1875 годах и оставался без изменений до 60-х годов XX века. 14 станций крестного пути оформлены художником и скульптором Иосифом Краутвальдом. С верхней станции открывается прекрасный вид на долину Липпе вплоть до заречной церкви Св. Креста в Хамме-Боссендорфе.
Из старых станций крестного пути сохранились лишь две. Сейчас они установлены на площадке у старой часовни.

## Верующие Верхней Силезии на Аннаберг
Верующие Верхней Силезии, потерявшие после Второй мировой войны родину, вновь приобрели её на горе святой Анны в Хальтерне. И теперь в ФРГ ежегодно в летние месяцы они совершают массовое паломничество на Аннаберг.
Документы утверждают, что в 1516 году в Верхней Силезии была построена часовня в честь святой Анны. Через полтора столетия деревянная часовня была сломана и вместо неё сооружена новая из камня. 1 апреля 1673 года она была освящена. В XVIII веке паломничество на силезскую Аннаберг приобрело массовый характер. Ежегодно сюда прибывало от 60 до 80 тысяч верующих немецкоязычных католиков. В период секуляризации монастырь францисканцев на горе был ликвидирован, но народ продолжал искать у святой Анны помощи и защиты.
В 1945 году начался исход немцев из Верхней Силезии в ФРГ, где в скором времени они нашли свой новый духовный центр на Аннаберг в Хальтерне.
В 1981 году на крестном пути горы святой Анны силезцами был установлен памятный знак в виде колонны, венчающейся групповой фигурой «Анна втроём». А ниже на колонне изображаются все те святыни, которые немцы были вынуждены оставить в Верхней Силезии: города, соборы, церкви, замки… На колонне изображены в виде рельефов покровительницы горных силезцев — святая великомученица Варвара и святая Ядвига Силезская.
На площадке перед старой часовней св. Анны в Хальтерне теперь на открытом воздухе установлен престол, на котором во время паломничеств силезцев происходит освящение божественных даров — тела и крови Господних. Здесь обязательно вспоминают такую известную силезскую святую XX века, как Эдит Штайн. На самом престоле также в виде рельефов изображены святые великомученица Варвара и Ядвига Силезская.